# قرار الجمعية العامة للأمم المتحدة ES-11/2
قرار الجمعية العامة للأمم المتحدة ES-11/2 هو القرار الثاني للدورة الاستثنائية الطارئة الحادية عشرة للجمعية العامة للأمم المتحدة، والذي تم تبنيه في 24 مارس 2022، بعد القرار ES-11/1 الذي تم تبنيه في 2 مارس 2022. أكد القرار ES-11/2 مجددًا على التزامات الأمم المتحدة السابقة بموجب ميثاقها، وكرر مطالبته بانسحاب روسيا من الأراضي السيادية المعترف بها لأوكرانيا؛ كما أعرب عن أسفه وإبداء قلقه البالغ وإدانته للهجمات على السكان المدنيين والبنية التحتية. تم الاتفاق على أربعة عشر مبدأ.

## خلفية
الدورة الاستثنائية الطارئة هي اجتماع غير مجدول للجمعية العامة للأمم المتحدة لتقديم توصيات عاجلة بشأن حالة معينة ذات صلة بصون السلم والأمن الدوليين في أي حالة يفشل فيها مجلس الأمن في التصرف بسبب حق النقض لعضو دائم.

تم تقديم الآلية في عام 1950 مع قرار الاتحاد من أجل السلام، والذي نص على ما يلي:
... إذا فشل مجلس الأمن، بسبب عدم إجماع الأعضاء الدائمين، في ممارسة مسؤوليته الأساسية عن صون السلم والأمن الدوليين في أي حالة يبدو فيها أن هناك تهديدًا للسلام أو انتهاكًا للسلام، أو العمل العدواني، يجب على الجمعية العامة النظر في المسألة على الفور بهدف تقديم التوصيات المناسبة للأعضاء لاتخاذ تدابير جماعية، بما في ذلك في حالة خرق السلام أو أي عمل عدواني، واستخدام القوة المسلحة عند الضرورة، لصون أو استعادة السلم والأمن الدوليين. إذا لم تكن منعقدة في ذلك الوقت، يجوز للجمعية العامة أن تجتمع في دورة استثنائية طارئة في غضون أربع وعشرين ساعة من تقديم الطلب.
كانت قدرة الجمعية العامة على التوصية بتدابير جماعية موضوع نزاع حاد في الخمسينيات والستينيات. في عام 1962، نص قرار محكمة العدل الدولية على أنه في حين أن «إجراءات الإنفاذ» هي المجال الحصري لمجلس الأمن، فإن الجمعية العامة لديها سلطة اتخاذ مجموعة واسعة من القرارات، بما في ذلك إنشاء قوة لحفظ السلام.

## الدورة الاستثنائية الطارئة الحادية عشرة
في 24 فبراير 2022، شنت روسيا غزوًا واسع النطاق ضد أوكرانيا. تم رفض مشروع قرار يستنكر الغزو ويدعو إلى انسحاب القوات الروسية في مجلس الأمن في اليوم التالي، مما دفع مجلس الأمن إلى عقد جلسة استثنائية طارئة حول موضوع أوكرانيا بقرار مجلس الأمن رقم 2623. أصدرت الجلسة الاستثنائية القرار ES-11/1 المؤرخ 2 مارس الذي أدان غزو روسيا لأوكرانيا وطالب بالانسحاب الكامل للقوات الروسية والتراجع عن قرارها بالاعتراف بجمهوريات دونيتسك ولوغانسك المعلنة من جانب واحد. أكدت الفقرة 10 من قرار الجمعية العامة المؤرخ 2 مارس 2022 تورط بيلاروسي في استخدام غير قانوني للقوة ضد أوكرانيا. وقد رعت 96 دولة القرار، وتم تمريره بأغلبية 141 دولة، ورفض 5 دول، وامتناع 35 دولة عن التصويت. استمر العمل العسكري من قبل الاتحاد الروسي واستؤنفت الدورة الطارئة الحادية عشرة؛ في 24 مارس، أصدرت القرار ES-11/2، وفي 7 أبريل أصدرت القرار ES-11/3.

## القرار ES-11/2
وأكد القرار من جديد التزامات الجمعية العامة السابقة بموجب ميثاق الأمم المتحدة. وجدد مطالبتها لروسيا بالانسحاب من الأراضي الخاضعة لسيادة أوكرانيا؛ كما أعرب عن أسفها وإبداء قلقها البالغ وإدانتها للهجمات على السكان المدنيين والبنية التحتية. تم الاتفاق على أربعة عشر مبدأ. باختصار، طالبت المبادئ بالتنفيذ الكامل للقرار ES-11/1، والوقف الفوري للأعمال العدائية من جانب الاتحاد الروسي ضد أوكرانيا، وتوفير الحماية الكاملة للمدنيين، بمن فيهم العاملون في المجال الإنساني والصحفيون والأشخاص الذين هم في حالات ضعف، وشجعت على «مواصلة المفاوضات». تم تأجيل الجلسة الاستئثنائية الحادية عشرة.

### التصويت
| التصويت                             | العدد | الدول | نسبة الأصوات | نسبة الأعضاء |
| ----------------------------------- | ----- | --- | ------------ | ------------ |
| مع                                  | 140   | أفغانستان، ألبانيا، أندورا، أنتيغوا وبربودا، الأرجنتين، أستراليا، النمسا، جزر البهاما، البحرين، بنغلاديش، بربادوس، بلجيكا، بليز، بنين، بوتان، البوسنة والهرسك، البرازيل، بلغاريا، كمبوديا، كندا، الرأس الأخضر، تشاد، تشيلي، كولومبيا، كوستاريكا، كوت ديفوار، كرواتيا، قبرص، جمهورية التشيك، جمهورية الكونغو الديمقراطية، الدنمارك، جيبوتي، جمهورية الدومينيكان، إكوادور، مصر، إستونيا، فيجي، فنلندا، فرنسا، الغابون، غامبيا، جورجيا، ألمانيا، غانا، اليونان، غرينادا، غواتيمالا، غيانا، هايتي، هندوراس، المجر، أيسلندا، إندونيسيا، العراق، أيرلندا، إسرائيل، إيطاليا، جامايكا، اليابان، الأردن، كينيا، كيريباتي، الكويت، لاتفيا، لبنان، ليسوتو، ليبيريا، ليبيا، ليختنشتاين، ليتوانيا، لوكسمبورغ، ملاوي، ماليزيا، جزر المالديف، مالطا، جزر مارشال، موريتانيا، موريشيوس، المكسيك، ميكرونيزيا، مولدوفا، موناكو، الجبل الأسود، ميانمار، ناورو، نيبال، هولندا، نيوزيلندا، النيجر، نيجيريا، شمال ماسيدو نيا، النرويج، عمان، بالاو، بنما، بابوا غينيا الجديدة، باراغواي، بيرو، الفلبين، بولندا، البرتغال، قطر، جمهورية كوريا، رومانيا، رواندا، سانت كيتس ونيفيس، سانت لوسيا، سانت فنسنت وجرينادينز، ساموا، سان مارينو، ساو تومي وبرينسيبي، المملكة العربية السعودية، السنغال، صربيا، سيشيل، سيراليون، سنغافورة، سلوفاكيا، سلوفينيا، جزر سليمان، جنوب السودان، إسبانيا، سورينام، السويد، سويسرا، تايلاند، تيمور الشرقية، تونغا، ترينيداد وتوباغو، تونس، تركيا، توفالو، أوكرانيا، الإمارات العربية المتحدة، المملكة المتحدة، الولايات المتحدة، أوروغواي، فانواتو، اليمن، زامبيا | 76.50٪       | 72.53٪       |
| ضد                                  | 5     | بيلاروسي، جمهورية كوريا الشعبية الديمقراطية، إريتريا، الاتحاد الروسي، سوريا | 2.76٪        | 2.59٪        |
| امتناع                              | 38    | الجزائر، أنغولا، أرمينيا، بوليفيا، بوتسوانا، بروناي، بوروندي، جمهورية أفريقيا الوسطى، الصين، كوبا، السلفادور، غينيا الاستوائية، إيسواتيني، إثيوبيا، غينيا بيساو، الهند، إيران، كازاخستان، قيرغيزستان، لاوس، مدغشقر، مالي، منغوليا، موزمبيق، ناميبيا، نيكاراغوا، باكستان، جمهورية الكونغو، جنوب إفريقيا، سريلانكا، السودان، طاجيكستان، توغو، تنزانيا، أوغندا، أوزبكستان، فيتنام، زيمبابوي | 20.76٪       | 19.68٪       |
| غياب                                | 10    | أذربيجان، بوركينا فاسو، الكاميرون، جزر القمر، دومينيكا، غينيا، المغرب، الصومال، تركمانستان، فنزويلا | -            | 5.18٪        |
| المجموع                             | 193   | – | 100٪         | 100٪         |
| المصدر: سجل التصويت A / ES-11 / L.2 |       | |              |              |

## روابط خارجية
- نص القرار ES-11/2 في المكتبة الرقمية للأمم المتحدة